# Andingmen

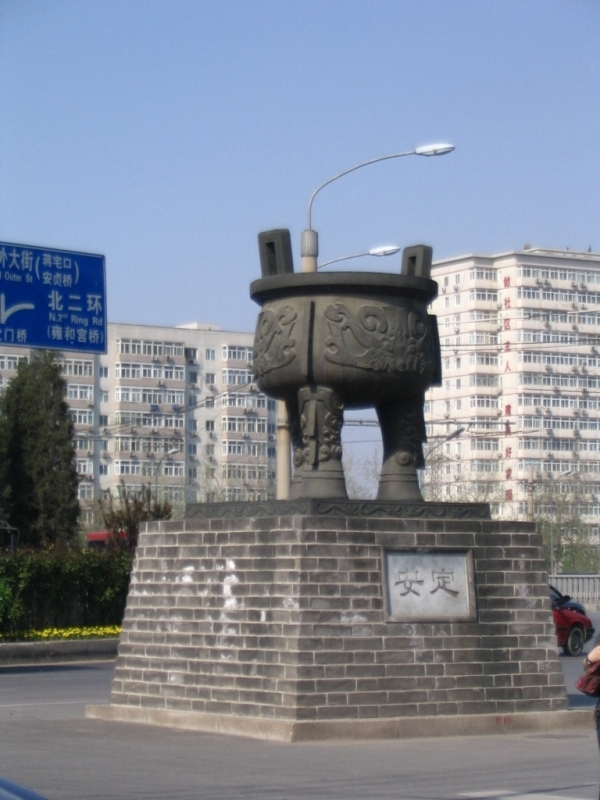
Modell av bronskärl från Shangdynastin på Andingmenbron.

Karta som visar Andingmens position på norra delen av Mingdynastins stadsmur

Andingmen eller Andingporten (安定门; Āndìngmén) var en port genom Pekings stadsmur i Kina. Andingmen låg där Yttre Andingmenavenyn möter Inre Andingmenavenyn vid norra Andra ringvägen 5 km nordost om Himmelska fridens torg i Dongchengdistriktet. 
I dag är den historiska porten helt borta och Andingmen är namnet på området runt den tidigare stadsporten. Andingmen är också namnet på en station i Linje 2 i Pekings tunnelbana, och även namnet på en busstation. Andingmen är också namnet på Andingmenbron (安定门桥) som löper i öst-västlig riktning med en cirkulationsplats över Andra ringvägen. Sydost om Andingmen finns Konfuciustemplet, Den kejserliga akademin och Yonghegong (Lamatemplet). Nordost om Andingmen finns Jordens tempel, och nordväst ligger Qingnianhuparken. På södra delen av bron står en piedestal med en stor modell av ett bronskärl (鼎) från Shangdynastin.
Andingmen betyder "Porten för säkrad fred". Ursprungligen hette porten Anzhenmen, men under tiden för kejsar Hongwu (r. 1368–1398) ändrades namnet. Andingmen var också känd under namnet Shengmen (生门) "Livets port".
Vägen genom Andingmen ledde historiskt till Gubeikou, som var en strategisk passage i kinesiska muren, och vidare till sommarresidenset i Chengde. I dag leder den till det Olympiska sportcentret och är en trafikerad förbindelselänk mellan Pekings ringvägar.
Fyra vägar som radierar ut från Andingmenbron har fått sitt namn från Andingmen:
- Östra Andingmenavenyn (安定门东大街) – österut längs Andra ringvägen
- Västra Andingmenavenyn (安定门西大街) – västerut längs Andra ringvägen
- Yttre Andingmenavenyn (安定门外大街) – norrut
- Inre Andingmenavenyn (安定门内大街 – söderut

Dongchengdistriktet har även ett subdistrikt som heter Andingmen subdistrikt (安定门街道).

## Historia
Efter att Mingdynastin tagit makten över Kina 1368 lät kejsar Hongwu 1371 flytta Khanbaliks norra stadsmur ca 3 km söderut för att koncentrera försvarsresurserna i den nu mindre befolkade staden. Den nya norra stadsmuren, med portarna Andingmen och Deshengmen uppfördes vid platsen där Andra ringvägen finns idag. Under tiden för kejsar Yongle (r. 1402–1424) byggdes ett vakttorn över Andingmen, och under kejsar Zhengtong (r. 1435–1464) förstärktes porten med ett piltorn med skottgluggar. Kejsaren passerade Andingmen när han var på väg till Jordens tempel för att be för bättre skördar. Andingmen var en av totalt nio portar i stadsmuren kring den inre staden. De var de norra portarna i stadsmuren som hade de starkaste befästningarna.
Under krigstider gick trupperna ut ur staden genom Deshengmen på västra delen av norra stadsporten och in i staden genom Andingmen på östra sidan.
1965 revs nästa hela stadsmuren, inklusive Andingmen, för att bygga Pekings tunnelbana (Linje 2). Ovanpå tunnelbanan byggdes Andra ringvägen som var färdigställd 1992.

## Galleri

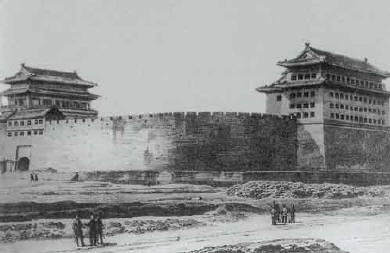
Andingmen, 1860
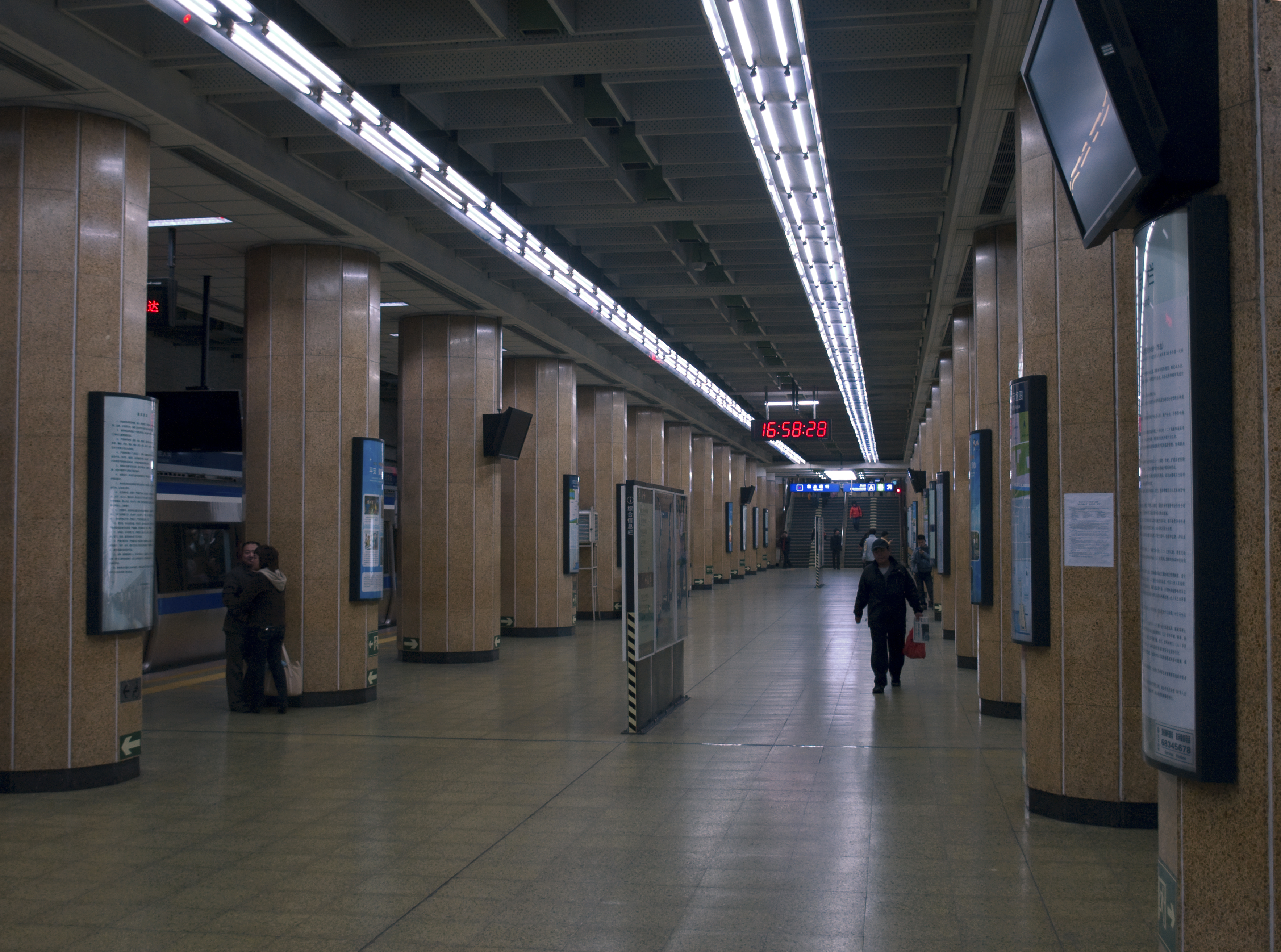
Andingmen stattion, Linje 2 i  Pekings tunnelbana.
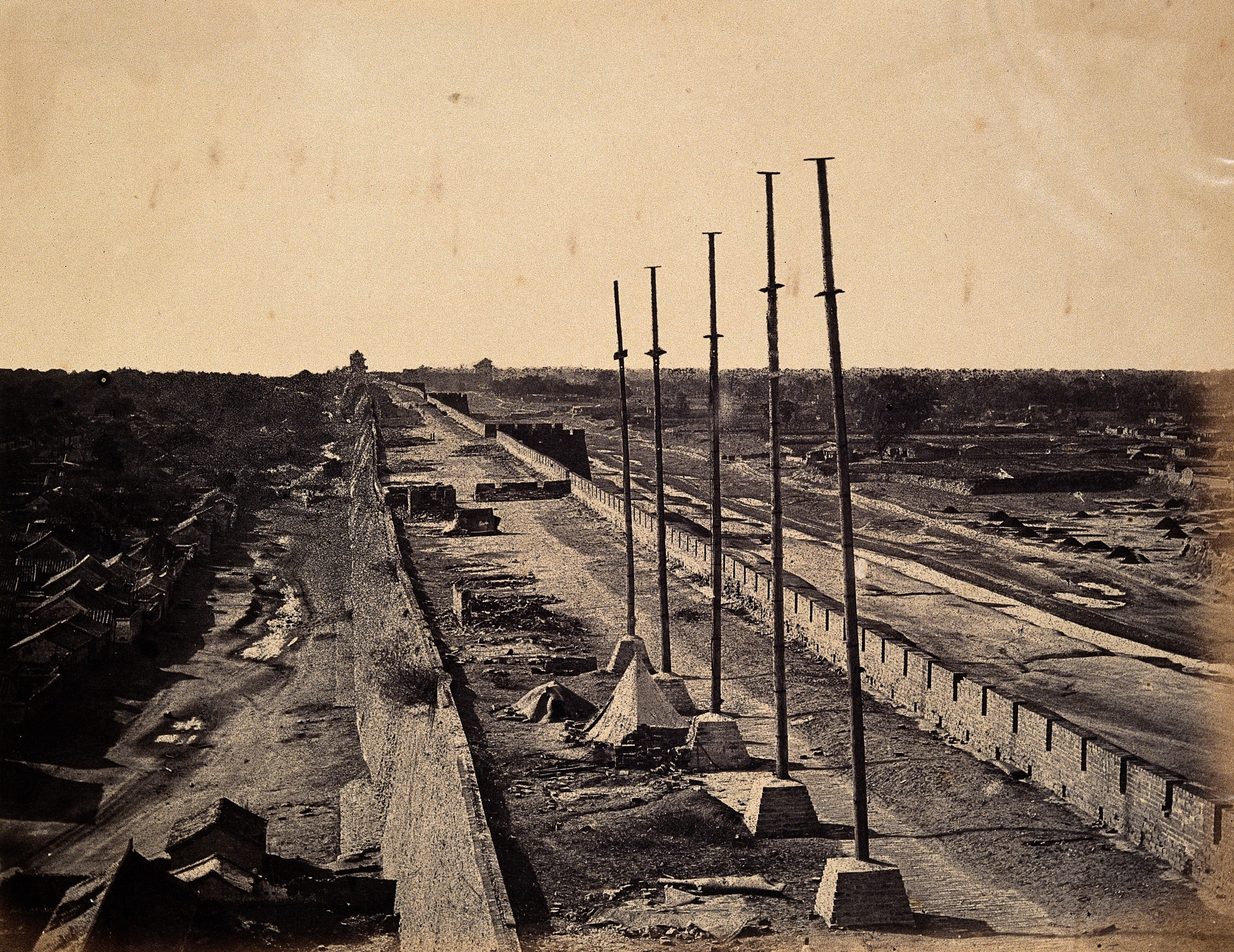
Uppe på norra stadsmuren vid Andingmen, 1860
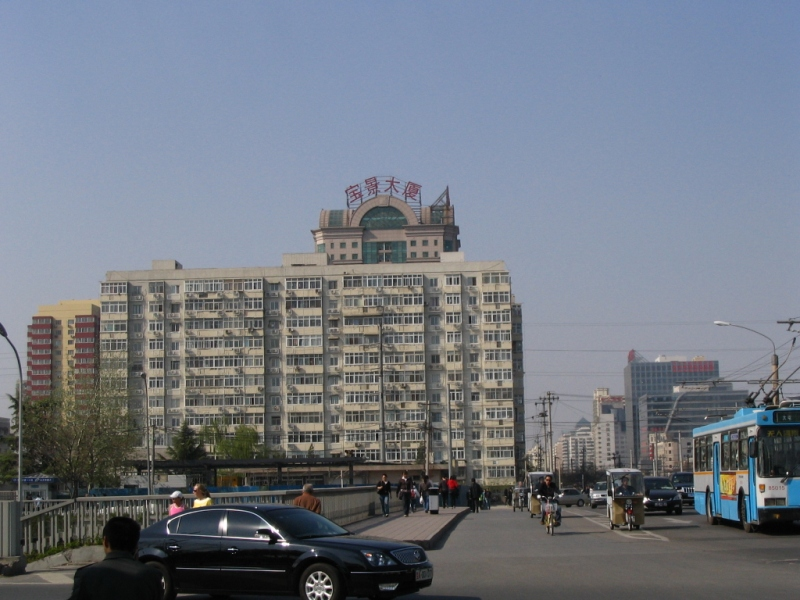
Andingmenbron.